# Рамсарская конвенция

Эмблема конвенции

Рамсарская конвенция (англ. Ramsar Convention; или Конвенция о водно-болотных угодьях, Convention on Wetlands, полное название — Конвенция о водно-болотных угодьях, имеющих международное значение главным образом в качестве местообитаний водоплавающих птиц, The Convention on Wetlands of International Importance, especially as Waterfowl Habitat) была принята 2 февраля 1971 года в городе Рамсар, Иран. В тот момент была подписана представителями 7-ми государств, вступила в силу в декабре 1977 г. Впоследствии были внесены так называемые Реджайнские поправки, принятые договаривающимися сторонами в 1987 году в Реджайне, Саскачеван, Канада.
Конвенция представляет собой первый глобальный международный договор, целиком посвящённый одному типу экосистем или хабитатов (хабитаты — от англ. habitat, означающего природные среды обитания какого-либо определённого биологического вида или видов; примерами хабитатов могут служить леса, подземные пещеры, пресные озёра и реки и т. д.). Водно-болотные угодья занимают промежуточное положение между сухопутной и водной системами.
Водно-болотные угодья — районы болот (в частности низинных — фенов), торфяных угодий или водоёмов — естественных или искусственных, постоянных или временных, стоячих или проточных, пресных, солоноватых или солёных, включая морские акватории, глубина которых при отливе не превышает шести метров, а под водоплавающими птицами понимаются птицы, экологически связанные с водно-болотными угодьями (статья 1 Конвенции).
По состоянию на 16 мая 2018 года участниками настоящей конвенции являются 170 государств, на территории которых находится 2307 водно-болотных угодий международного значения общей площадью 228,9 млн га.
2 февраля отмечается Всемирный день водно-болотных угодий.

## Водно-болотные угодья Грузии
Грузия присоединилась к Рамсарской конвенции в 1996 году. В стране были выделены территории, которым придан статус водно-болотных угодий международного значения:
- Колхидская низменность: в центральной части побережья Чёрного моря, вблизи устья реки Риони, на территории административных округов Хоби и Ланчхути и на территории, находящейся в административном подчинении города Поти. Включает болота Чуриа, Набада и Пичора-Палиастоми, озеро Палиастоми вместе с прилегающей территорией и частью морской акватории.

- Кобулетские низменности (болото Испани II), расположенные в Аджарской Автономной Республике на расстоянии 1 км от берега[4].

## Водно-болотные угодья России
В Советском Союзе Рамсарская конвенция вступила в силу в 1977 году. В 1994 году Постановлением Правительства Российской Федерации к водно-болотным угодьям России, имеющим международное значение, отнесено 35 объектов, в том числе:
- Дельта реки Селенги (близ Байкала, Бурятия) является одним из крупных пунктов остановок птиц во время миграций и «на гнездовьях».
- Три водно-болотных угодья на российской Балтике («Берёзовые острова», «Лебяжье» и «Кургальский полуостров»), они расположены в прибрежных районах восточной части Финского залива, и каждую весну 20—30 тысяч лебедей, а также другие перелётные птицы останавливаются именно у этих берегов.
- На Камчатке (в Корякском автономном округе) были учреждены четыре Рамсарских угодья: «Парапольский дол», «Остров Карагинский», «Утхолок» и «Река Морошечная».
- В Западной Сибири к водно-болотным угодьям отнесён большой участок поймы реки Оби — «Верхнее Двуобье», — важный район миграции птиц. В марте 1996 г. на очередной конференции стран — участниц Рамсарской конвенции в городе Брисбен (Австралия) эстуарий реки Морошечной был дополнительно включён в список территорий, имеющих международное значение для куликов и др. Помимо этого шесть охраняемых угодий Российской Федерации расположены в Арктике.

В «Водно-болотные угодья России, рекомендованные для внесения в список водно-болотных угодий, охраняемых Рамсарской конвенцией», входят: Волго-Ахтубинская пойма, дельта Печоры, полуостров Канин, дельта р. Лены, остров Колгуев, остров Вайгач, дельта реки Пясины и прилежащие острова, низовья рек Нижняя Таймыра, Ленинградская, Малиновского, остров Врангеля и другие.

## Водно-болотные угодья Украины
На территории Украины в перечень территорий, охраняемых согласно Рамсарской конвенции, входят 33 водно-болотных угодья общей площадью 744 тыс. га.
- В Днепропетровской области — часть территории Днепровско-Орельского заповедника площадью 2560 га.
- В Одесской области — Тилигульский лиман, Сасык.
- В Крыму — 6 водно-болотных угодий: Каркинитский и Джарылгачский заливы, Центральный Сиваш и Восточный Сиваш, аквально-скалистые комплексы Карадага и мыса Казантип, а также аквально-прибрежный комплекс мыса Опук.

## Водно-болотные угодьяБутана
- Рамсарские угодья Бутана (фр. Liste des sites Ramsar au Bhoutan)